# Luchthaven Istanbul Sabiha Gökçen
Luchthaven Istanbul Sabiha Gökçen (Turks: İstanbul Sabiha Gökçen Havalimanı), is een luchthaven aan de oostelijke rand van de Turkse stad Istanbul. Het is vernoemd naar de eerste vrouwelijke piloot van Turkije, Sabiha Gökçen, tevens de geadopteerde dochter van Atatürk. De luchthaven ligt in het Aziatische deel van het land. Het werd gebouwd en in 2009 geopend om de andere luchthaven in Istanbul, Luchthaven Istanbul Atatürk, te ontlasten. Istanbul Sabiha Gökçen is de thuishaven van Pegasus Airlines. In 2014 was de reizigersstroom al gestegen tot meer dan 23 miljoen reizigers per jaar, waarmee de luchthaven de op zeventien na drukste luchthaven van Europa werd dat jaar.

## Codes
- IATA: SAW
- ICAO: LTFJ

## Terminals
De luchthaven heeft twee terminals die ieder verschillend gebruikt worden. De terminal voor internationale vluchten heeft een oppervlakte van 20.000 m² verdeeld over twee verdiepingen. In de terminal bevinden zich CIP- en VIP-lounges, kantoren, een bank en verschillende winkels en eetgelegenheden. Naast de terminal voor internationale vluchten heeft de luchthaven ook een terminal voor vluchten binnen Turkije. De cargoterminal en de aankomst- en vertrekhallen bevinden zich in deze terminal.

## Incidenten
- Op 5 februari 2020 kwamen 3 passagiers van Pegasus Airlines-vlucht 2193 om het leven en vielen onder de passagiers ook 179 gewonden. De vlucht, uitgevoerd met een Boeing 737-800, landde na vertrek vanaf de Luchthaven İzmir Adnan Menderes in İzmir, het zuidwesten van Turkije. Na een harde landing gleed het vliegtuig door nog onbekende oorzaak van de landingsbaan en belandde in een greppel van enkele tientallen meters. Het vliegtuig brak in drie stukken en vatte vlam.[1] Na het ongeluk werd de luchthaven tijdelijk gesloten en werden alle vluchten afgeleid naar Istanbul Airport.